# Vlastimil Kopecký
Vlastimil Kopecký (* 14. Oktober 1912 in Vilémov, Österreich-Ungarn; † 30. Juli 1967 in Hlinsko, Tschechoslowakei) war ein tschechoslowakischer Fußballspieler und -trainer. Er wurde mit der A-Nationalmannschaft Vizeweltmeister 1934.

## Karriere
Vlastimil Kopecký begann mit dem Fußballspielen beim Prager Verein Rapid Vinohrady. Zunächst interessierte sich Sparta Prag für den Stürmer, doch dessen Vater, ein Anhänger von Slavia Prag, konnte den Transfer verhindern. Schließlich wechselte Kopecký 1932 zu Slavia, wo er seine gesamte Karriere verbrachte. 
Kopecký galt als großes Talent und wurde nur kurze Zeit nach seinem Ligadebüt in die Tschechoslowakische Nationalmannschaft berufen. Allerdings musste Kopecký in seinem ersten Länderspiel eine 1:5-Niederlage gegen die Schweiz hinnehmen. Bei der Fußball-Weltmeisterschaft 1934, in der sich die Tschechoslowakei erst im Endspiel Italien mit 1:2 nach Verlängerung geschlagen geben musste, gehörte Kopecký lediglich zu den Ersatzspielern. 1938 in Frankreich gehörte er zu den Leistungsträgern, allerdings schied die Mannschaft im Wiederholungsspiel gegen Brasilien aus, Kopecký gelang bei der 1:2-Niederlage der Führungstreffer zum 1:0.
Bei Slavia wurde Kopecký im 2-3-5 System zwischen dem Mittelstürmer und dem linken Außenstürmer eingesetzt. Zunächst bestand seine Hauptaufgabe im Abschluss, als 1937 Josef Bican zu Slavia kam, diente er dem legendären Stürmer häufig als Vorlagengeber. Trotzdem schoss Vlastimil Kopecký in 325 Erstligaspielen 252 Tore für Slavia Prag, mehr gelangen nur seinem langjährigen Mannschaftskameraden Bican. Im Klub ligových kanonýrů belegt er damit Platz zwei. Mit Slavia wurde Kopecký neun Mal Meister, 1938 gewann er den Mitropapokal.
In 26 Länderspielen für die Tschechoslowakei, mehr verhinderten die Kriegsjahre, schoss Kopecký acht Tore, zweimal war er Mannschaftsführer.
1959 arbeitete er als Trainer bei Slavia Prag.
Vlastimil Kopecký starb am 31. Juli 1967 während eines Fußballspiels der Alten Herren von Slavia Prag in Hlinsko an einem Herzinfarkt.

### Stationen
- Rapid Vinohrady (1927–1932)
- Slavia Prag (1932–1951)

### Erfolge
- Tschechoslowakischer Meister: 1933, 1933/34, 1937/35, 1936/37 und 1946/47
- Meister Protektorat Böhmen und Mähren: 1940, 1941, 1942 und 1943
- Tschechischer Pokalsieger: 1941, 1942, 1945 (zudem: 1932, 1935 und 1941 Středočeský pohár)
- Mitropapokal: 1938